# Ocnaea coerulea
Ocnaea coerulea är en tvåvingeart som beskrevs av Cole 1919. Ocnaea coerulea ingår i släktet Ocnaea och familjen kulflugor. Inga underarter finns listade i Catalogue of Life.